# Denver Art Museum
O Museu de Arte de Denver ou DAM (em inglês, Denver Art Museum) é um museu de arte localizado no Centro Cívico de Denver (Estados Unidos). Conta com mais de 70 mil obras que o convertem num dos museus de arte maiores entre a Costa Oeste e Chicago. É conhecido por sua coleção de arte índio americana, bem como pelo Instituto Petrie de Arte Americana Ocidental, que supervisiona a coleção de arte ocidental do Museu e suas outras coleções de mais de 70.000 obras diversas de todos os séculos. O icónico Martin Building (anteriormente conhecido como North Building) foi desenhado por Gio Ponti, em 1971.
O DAM tem departamentos curatoriais de arte africana, asiática, pré-colombino moderno e contemporâneo, que conta com seções dedicadas à arquitetura, fotografía, têxtil e moda.
Em 2018, o Museu iniciou um projeto de renovação transformador de 150 milhões de dólares para unificar o campus e revigorar a estrutura original de Ponti, incluída a criação de novos espaços de exibição, duas novas opções gastronómicas e um novo centro de boas-vindas.

## História
As origens do museu remontam-se à fundação do Denver Artists Clube em 1893. Este mudou seu nome para Associação de Arte de Denver em 1917 e abriu suas primeiras galerias no Edifício da cidade dois anos depois. O museu abriu galerias em Chappell House em 1922. A casa, localizada em Logan Street, foi doada por George Cranmer e Delos Chappell. Em 1923, a Associação de Arte de Denver converteu-se no DAM.

### De 1948 a 1971
Em 1948, o DAM comprou um edifício em Acoma na avenida 14 no lado sul de Civic Center Park. O arquiteto Burnham Hoyt renovou o edifício, que se inaugurou como Schleier Memorial Gallery em 1949. Além disso, a Galeria Schleier foi uma adição significativa, devido ao fato de que o DAM ainda procurava aumentar seu espaço. A pressão adicional proviu/proveio da Fundação Kress, que ofereceu doar três coleções valorizadas em mais de 2 milhões de dólares com a condição de que DAM construísse um novo edifício para as albergar. O DAM procurou ajuda da cidade e o condado de Denver para arrecadar fundos. No entanto, em 1952 os votantes não aprovaram um bônus de resolução. Apesar desse contratempo, o museu continuou arrecadando fundos e finalmente abriu um novo edifício, o asa sul (agora conhecido como o asa Bach). Assim, em 1954 o DAM pôde receber as três coleções da Fundação Kress.
The North Building, uma adição de sete andares e 19509 m², inaugurou-se em 1971. O edifício foi desenhado pelo arquitecto moderno italiano Gio Ponti, com os arquitectos locais James Sudler Associates de Denver. Ponti disse: “A arte é um tesouro, e estes muros delgados mas zelosos defendem-no”. É seu único desenho completo construído nos Estados Unidos. Ponti desenhou o edifício DAM para romper com os arquetipos tradicionais do museu. A fachada de "castelo" de duas torres tem 24 lados e mais de um milhão de placas de vidro reflectante, desenhadas por Dow Corning, cobrem o exterior do edifício.

### De 2006 aos dias de hoje
O Pavilhão Duncan e o Frederic C. Hamilton Building agregaram-se em 2006. O Pavilhão Duncan, por seu lado, teve uma adição do segundo andar de 529 m² ao Asa Bach, foi criado para acomodar o tráfico da ponte desde o novo Hamilton Building e o North Building de 1971. O Duncan Pavilion foi desenhado para eventos familiares, exposições e outros eventos.
Em dezembro de 2016, o DAM anunciou um projeto de transformação de 150 milhões de dólares para unificar o campus do Museu e revigorar o edifício de Ponti (agora chamado Martin Building), agora incluindo a criação de novos espaços de galeria, duas novas opções gastronómicas e um novo Centro de Boas-vindas. Com a arquitetura e o desenho dirigidos por Machado Silvetti e Fentress Architects, o projeto de renovação está programado para completar-se até o ano de 2021, à tempo para o 50 aniversário do edifício original de Ponti. O Pavilhão Duncan foi demolido em 2019.

## Instalações

### Hamilton Building

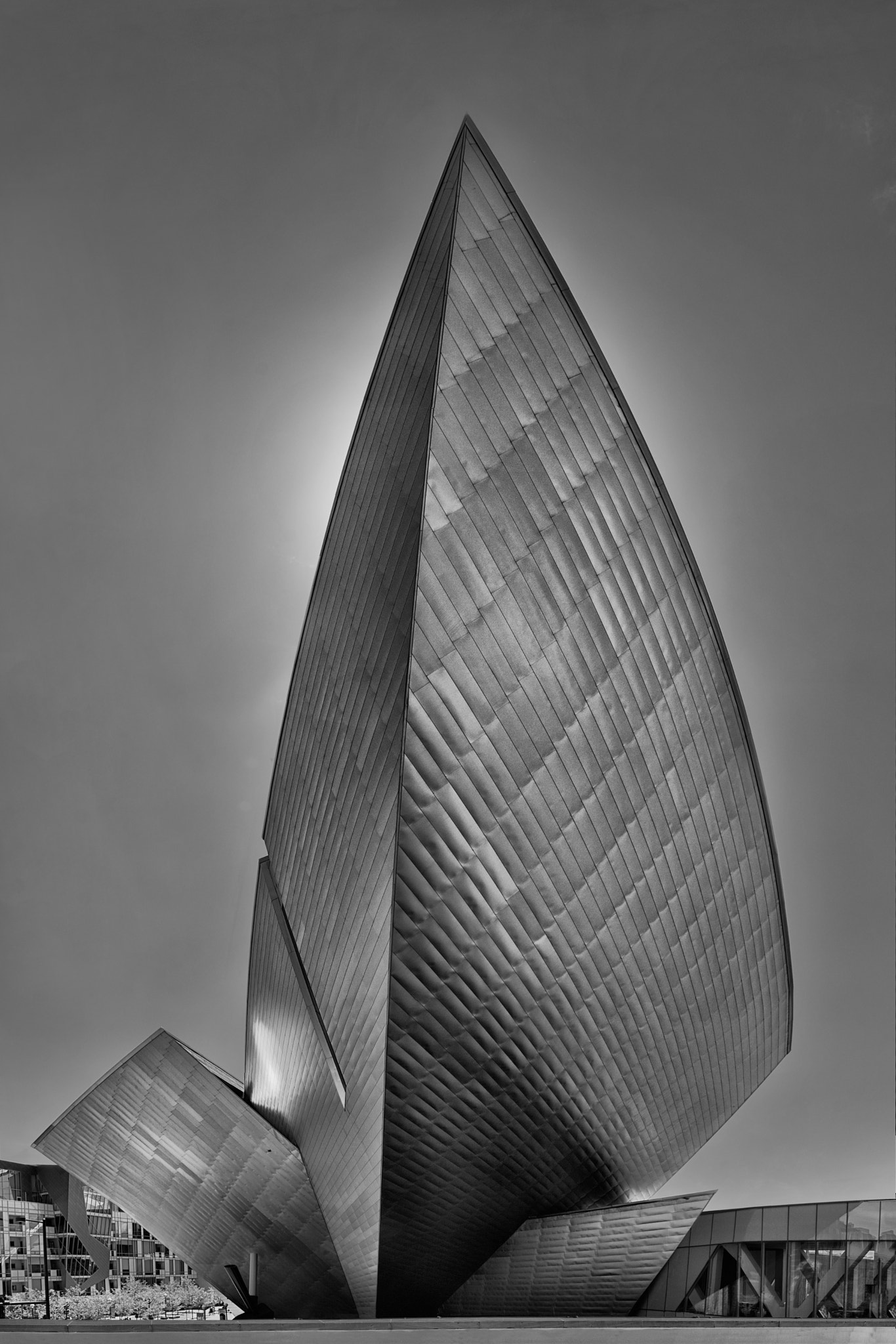
O Hamilton Building, desenhado por Daniel Libeskind

O Frederic C. Hamilton Building abriga as coleções de arte moderna, contemporânea, arte africana e arte oceánica do museu, junto com parte da coleção de arte do oeste da América e espaços de exibição especiais. Desenhado como uma empresa conjunta por Studio Daniel Libeskind com a assinatura de Davis Partnership Architects, o edifício revestido de vidro e titanio se inaugurou no dia 7 de outubro de 2006.
Reconhecido pelo American Institute of Architects como um exitoso projeto de Modelagem de Informação de Construção, o Hamilton Building é o primeiro edifício terminado de Daniel Libeskind nos Estados Unidos. Com quatro andares e 13 563 m², serve como a entrada principal ao resto do complexo do museu.
O desenho angular do Hamilton Building sobressai-se em muitas direções, que se sustenta por uma estrutura de 2.740 toneladas que contém mais de 3.100 peças de aço. Um dos elementos em ângulo se estende 50 m sobre e 30 m acima da rua de abaixo. Nenhum dos 20 planos é paralelo ou perpendicular a outro.
Similar ao teto de muitos bicos do Aeroporto Internacional de Denver, o Hamilton Building emula os ângulos agudos das próximas Montanhas Rocosas, bem como os cristais geométricos que se encontram na base das montanhas para perto de Denver. Com respeito ao conceito de desenho, Libeskind comentou: “O projecto não está desenhado como um edifício independente sina como parte de uma composição de espaços públicos, monumentos e portas primeiramente nesta parte em desenvolvimento da cidade, contribuindo à sinergia entre vizinhos grandes e íntimos”.
Libeskind desenhou uma praça pentonal ajardinada especialmente para o complexo DAM. As esculturas em exibição incluem 'Scottish Angus Cow and Calf' de Dão Ostermiller, 'Big Sweep' de Coosje vão Bruggen e Claes Oldenburg, e 'Denver Monoliths' de Beverly Pepper.
Devido à diferente configuração do aço para produzir o edifício, a expansão do Hamilton Building do DAM recebeu um Prêmio Presidencial pela Excelência do Instituto Estadounidense de Construção de Aço: Desenho Inovador em Engenharia e Arquitectura com Aço Estrutural de AISC 2007 (IDEAS2).
O desenho da extensão de Hamilton de DAM tem recebido críticas mistas. Christopher Hawthorne, crítico de arquitetura do Los Angeles Times, disse que o lucro arquitetónico do edifício não significa que funcione bem como um museu. Levando a chamar o Hamilton Building de "uma impressionante peça de escultura arquitetónica", mas "um lugar bastante terrível para mostrar e olhar arte". "A arquitetura dos museus não sempre se combina de maneira coesiva com um grande lucro arquitetónico".
Lewis Sharp (diretor do DAM entre 1989–2009) disse que uma das coisas mais emocionantes de se ver no Hamilton Building é que os visitantes podem ver as obras de arte em um novo meio, já que há ao menos 20 formas diferentes de exibir o todo tipo de trabalhos artísticos nas galerias inclinadas e angulares. Segundo o próprio Sharp, “acho que você vê muitas vezes com frequência coisas que nunca antes tinha visto”, disse Sharp. "Simplesmente propõe todo o tipo de formas potencialmente novas de atrair a um visitante".

### Martin Building

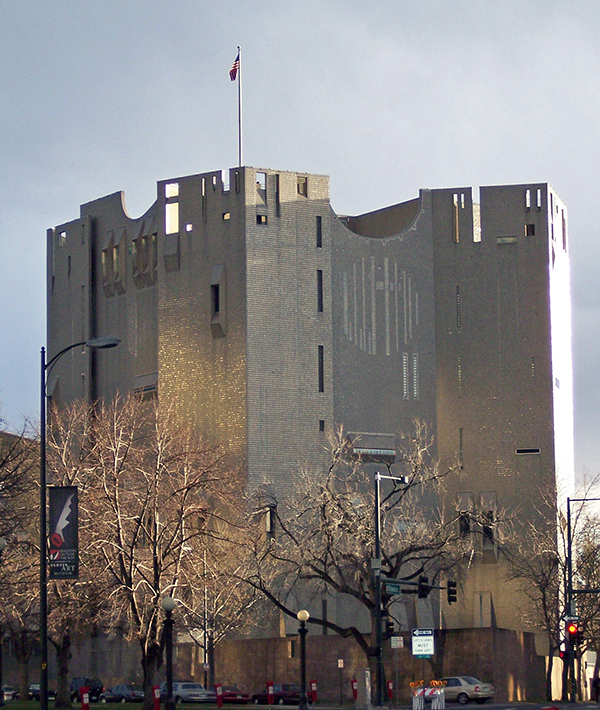
O Martin Building, desenhado pelo arquiteto Gio Ponti, em 1971.

Quando se construiu a estrutura original de Ponti em 1971, o desenho original da estrutura foi feito para receber até 100.000 visitantes ao ano. Em 2017, o Museu estimou uma assistência média de 850 000 visitantes anuais. Para acomodar a um público a cada vez maior, o projeto de renovação do Museu agregará mais de 6.689 m² de galerias e espaços para visitantes novos e renovados, além da implementação de atualizações cruciais de segurança e infra-estrutura.
No dia 10 de janeiro de 2018, o DAM iniciou uma renovação integral de sua Martin Building (ou North Building), a única estrutura completa na América do Norte desenhada pelo renomeado arquiteto italiano Gio Ponti. Um dos primeiros museus de arte de grande altura, o North Building foi renomeado em 2019 em honra a Lanny e Sharon Martin, que fizeram a doação principal de 25 milhões de dólares para revigorar o edifício como parte do projeto de transformação do campus em curso do Museu. Ademais, o programa de bonos Elevate Denver contribuiu com um número aproximado de 35,5 milhões de dólares em fundos para o projeto do DAM.
A renovação inclui actualizações nos sete andares das galerias, a criação de novos espaços de aprendizagem e compromisso, bem como um novo restaurante, cafeteria e o Centro de Bem-vinda Sie. O desenho inclui tragaluces, que revelam novos aspectos de seu desenho, e melhoras no lugar exterior, como a iluminação e a revitalización das baldosas de vidro na fachada do edifício. Machado Silvetti e Fentress Architects, com sede em Denver, são as equipas de desenho por trás do projecto de 150 milhões de dólares cuja reapertura está programada para o 50 aniversário do edifício em 2021.
Como parte da renovação do Martin Building, as novas Galerias da Fundação Bonfils-Stanton apresentaram 650 m² de espaço de galeria novo para a colecção permanente do Museu. Este espaço completamente renovado no nível um do Martin Building, recupera os pés quadrados que antes se usavam para o armazenamento de arte, dedicar-se-á exibições temporárias extraídas das extensas coleções de arte global do museu.

### Centro de Boas-vindas Sie
Como parte do grande projeto de transformação do DAM, se construiu o novo Centro de Boas-vindas Sie, com uma entrada para os visitantes ao Martin Building e conexão direta ao Hamilton Building. A estrutura redonda revestida de vidro desenhada por Machado Silvetti e Fentress Architects, irá servir como uma nova entrada de visitantes ao centro de venda de boletos do Martin Building.
No segundo andar do Sie Welcome Center, encontra-se o Sturm Grand Pavilion, um dos espaços para eventos especiais maiores e distintivos do centro de Denver. Com mais de 929 m², os painéis de vidro curvos do pavilhão oferecem uma vista única da cidade.

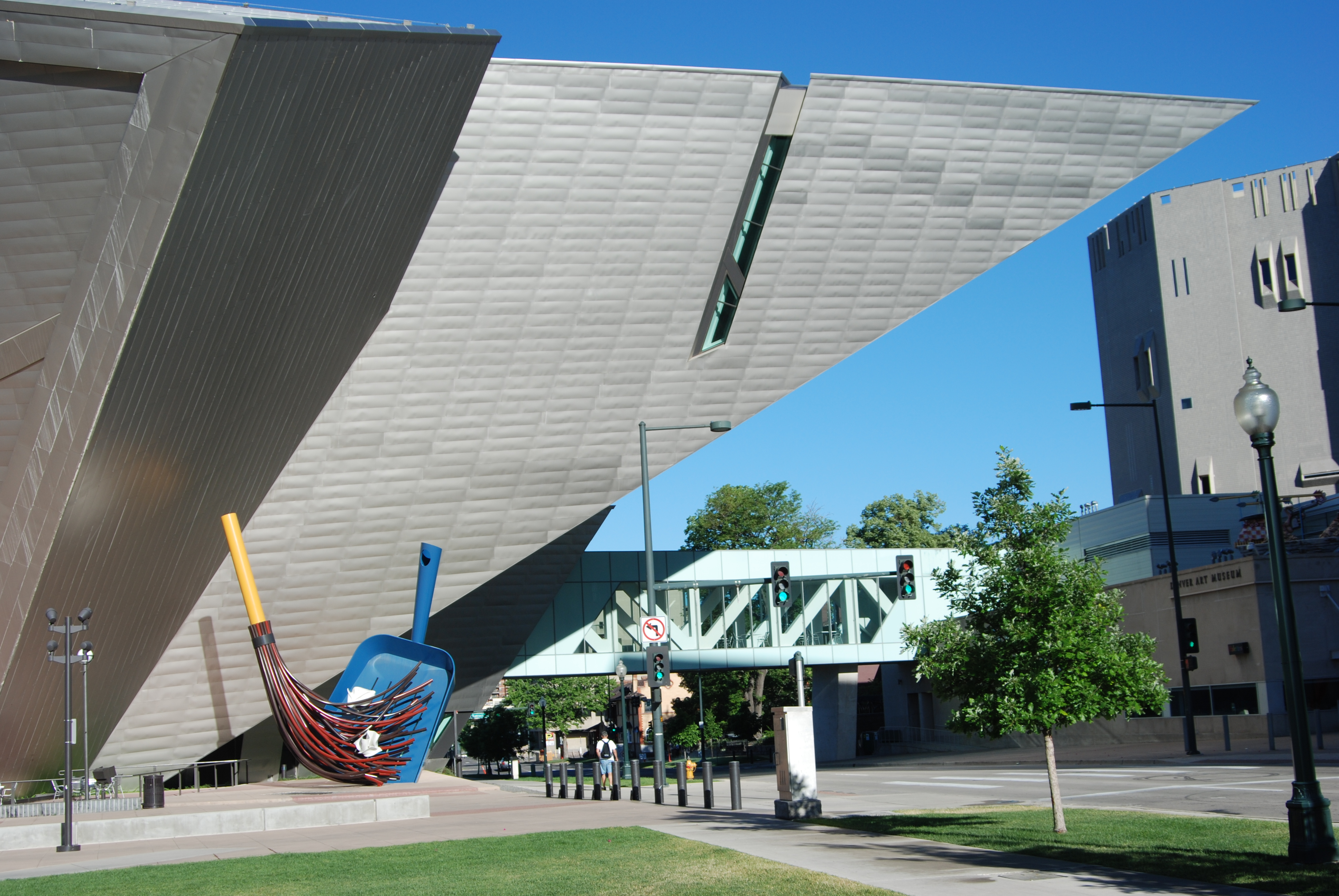
Passarela peatonal entre os edifícios Martin e Hamilton.

### Pavilhão Duncan
O Pavilhão Duncan foi uma adição do segundo andar ao espaço Asa Bach do DAM e inaugurou-se em fevereiro de 2006. O pavilhão foi demolido em 2017, e o lugar é agora a localização do Centro de Bem-vinda Sie, parte do projeto de renovação transformadora do Museu. O Pavilhão Duncan serviu como um enlace entre o Hamilton Building - que havia sido desenhado por Daniel Libeskind - e o North Building, desenhado por Gio Ponti em 1971. A intenção do projeto incluía preservar a integridade da parte mais antiga do museu, o asa Bach, ao mesmo tempo que proporcionava uma importante melhora mecânica na estrutura.
A área de reunião aberta do Pavilhão Duncan recebeu a ponte peatonal do Hamilton Building com um elevador para peatones e uma escada de vidro que une o tráfego peatonal com a Galeria Signature no primeiro andar. Uma extensão melhorada do elevador de ónus existente criou o enlace final no sistema, o que acabou por facilitar o tráfego de obras de arte entre edifícios. Facilitando o conserto e o transporte no Hamilton Building desde as galerias do edifício Ponti até o meio protetor do museu.

## Fundos
Atualmente, o museu está a cargo de uma organização sem fins lucrativos separada da cidade. Os principais fundos de receita do museu provêm de um imposto sobre as vendas do 0,1 por cento do arrecadado no Distrito de Instalações Científicas e Culturais (SCFD), que inclui sete condados de Colorado (Adams, Arapahoe, Boulder, Broomfield, Denver, Douglas e Jefferson) na Área metropolitana de Denver-Aurora-Broomfield O distrito proporciona fundos a um número de 300 organizações artísticas, culturais e cientistas nos sete condados. Cerca de 65% deste imposto utiliza-se para financiar o Museu de Arte e outras quatro importantes instalações científicas e culturais: os Jardins Botánicos, o Zoológico, o Museu de Natureza e Ciência e o Centro de Artes Escénicas. Durante os últimos cinco anos, o DAM tem tido uma média de mais de 600.000 mil visitantes ao ano. O museu está aberto todos os dias de 10:00 a 17:00 horas e nas terças-feiras até as 21:00 h.

## Coleções
O DAM tem departamentos curatoriais de Arte Africana, Arquitetura e Desenho, Arte das Américas, arte asiática, Artes nativas (africanas, índias americanas e oceánicas), Mundo pré-colombiano, América colonial, Pintura e Escultura (européia e americana), Fotografia, arte ocidental, Arte Têxtil e Moda.
- Colecção de arte africana.
- Em seu corpo, a coleção é formada por 1000 peças, que em sua maioria datam do século XIX e XX. Além disso, o acervo inclui muitas obras raras em escultura, têxteis, pintura, gravado e desenhos. Enquanto a maioria da sua coleção centra-se em obras da África ocidental, há peças de muitas regiões e meios, como madeira, metais, fibras, terracota e composições de meios mistos.[32]
- Departamento de Arquitetura, Desenho e Gráficos.
- Fundado em 1990 pelo agora ex-diretor Lewis I. Sharp, a coleção concentra-se em áreas que incluem o desenho italiano das décadas de 1960 e 1970, o desenho gráfico estadunidense desde a década de 1950 até a atualidade. Além de produtos posteriores à Segunda Guerra Mundial nos Estados Unidos e Europa ocidental e o desenho contemporâneo de Europa ocidental e Japão.[33]
- Coleção de arte asiática
- Inclui galerias dedicadas às artes da Índia, Chinesa, Japão e o sudoeste da Ásia, bem como obras do Tíbet, Nepal e do sudeste asiático. A coleção, que se originou em 1915 com uma doação de objetos de arte chineses e japoneses, abarca um período que vai desde o quarto milénio antes de Cristo até o presente.[34]
- Fotografia
- Entre outras coisas, a coleção inclui numerosas obras do século XIX, em particular obras do oeste americano, bem como fundos de fotografia modernista européia e americana. A coleção inclui obras dos primeiros fotógrafos ocidentais como William Bell e Timothy Ou'Sullivan, e os artistas do século XIX, como William Henry Fox Talbot e Henry Bosse, além dos fotógrafos modernistas Gyorgi Kepes e Man Ray.[35]

### Coleção de Arte Moderna e Contemporânea
A coleção de Arte Moderna e Contemporânea da DAM, inclui obras de artistas como Pablo Picasso, Marcel Duchamp, Henri Matisse e Georgia Ou'Keeffe, bem como 33 pinturas, desenhos e colagens do aclamado expresionista abstrato Robert Motherwell. A coleção também contém obras representativas dos principais movimentos artísticos do pós-guerra, incluindo o expresionismo abstrato, o minimalismo, a arte pop, a arte conceitual e o realismo contemporâneo.
O DAM começou a receber exemplares significativos de artistas europeus da década de 1930, a partir  de doações das obras de Corot, Courbet e Millet entre outros sete de Horace Havemyer. A partir de 1932, os fundos do legado de Helen Dill permitiram ao museu adquirir obras de Claude Monet, Camille Pissarro, Alfred Sisley, Pierre-Auguste Renoir, bem como pinturas dos artistas estadounidenses Thomas Hart Benton, Winslow Homer, John Twachtman e William Merritt Chase. O legado de Dill compreendia trinta e sete obras compradas por uma soma de 65 650 dólares em 1961.

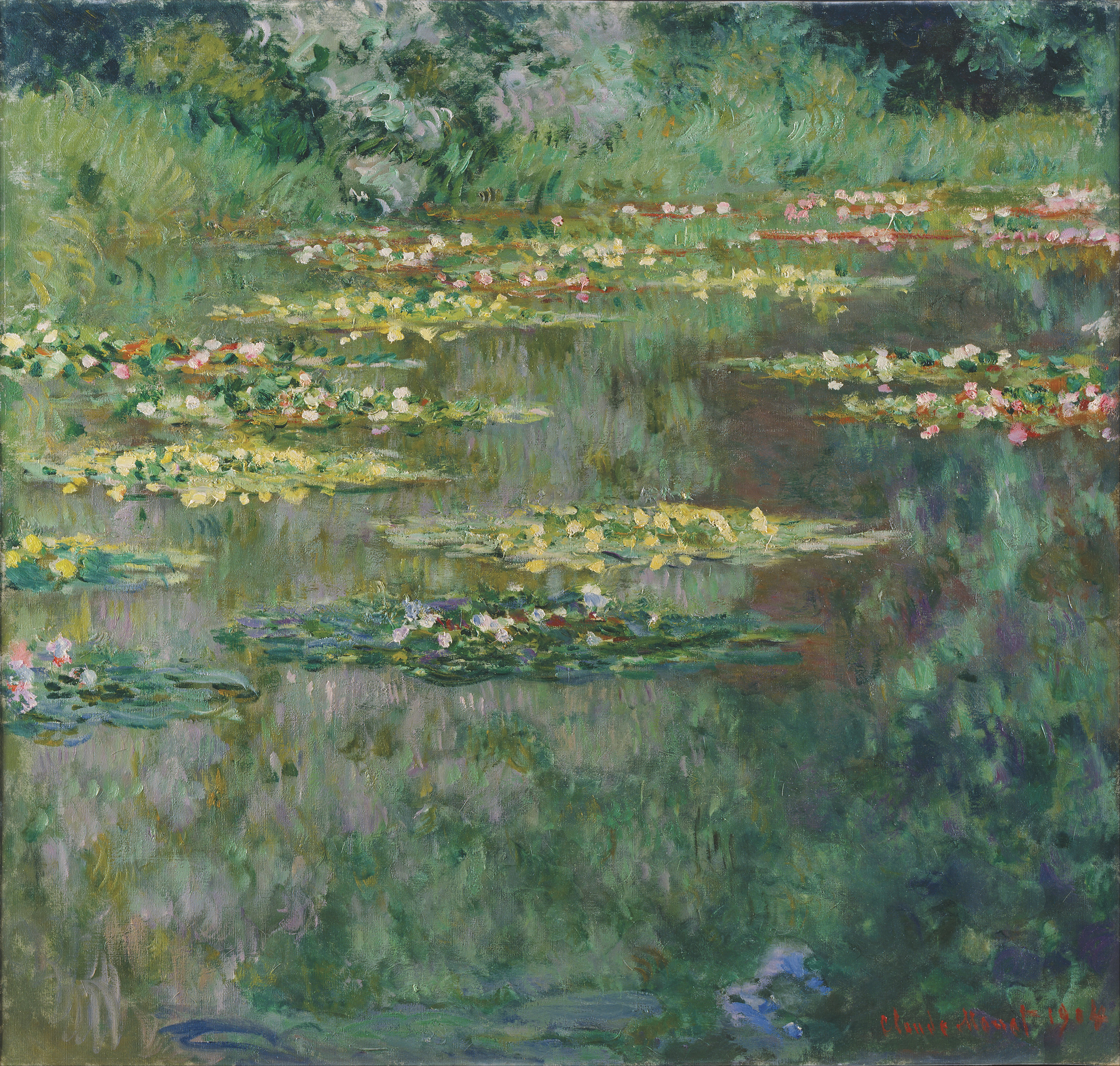
Le Bassin des Nympheas de Claude Monet

Os artistas representados incluem a Claude Monet (Nenúfares), Camille Pissarro (Outono, Álamos, Éragny), Winslow Homer (Duas figuras junto ao mar), Gustave Courbet (Vale da piscina negra), Lucien Lévy-Dhurmer (As Dolomitas), Edgar Degas. (Exame de Danse), Giovanni Benedetto Castiglione (Deucalion e Pyrrha), Giuseppe Arcimboldo (Verão) e Thomas Escola (Sonho de Arcadia).
A Coleção Berger é uma importante coleção privada em grande parte de arte britânica que inclui aproximadamente 200 obras e abarca mais de seis séculos. Os retratos do Renascimento, incluindo as obras de Hans Holbein o Jovem, são um ponto forte da coleção. Outros artistas representados incluemNicholas Hilliard, Thomas Gainsborough, Angelica Kauffman, Benjamin West, Edward Lear e David Hockney.
Frederic C. Hamilton legou 22 obras impresionistas de sua coleção privada ao museu em 2014, incluindo Edge of a Wheat Field With Poppies de Vincent vão Gogh, quatro obras de Claude Monet, três pinturas de Eugène Boudin e obras de Paul Cézanne, Edouard Manet, Berthe Morisot, Camille Pissarro, Auguste Renoir, Alfred Sisley, William Merritt Chase e Childe Hassam. Outros artistas contemporâneos presentes no museu são Kent Monkman, Jaune Quick-to-See Smith, Nora Laranjeira Morse.

### Doações
A Coleção e Arquivo Herbert Bayer contém mais de 8000 obras, junto com um extenso material documentário. Este depósito de importância internacional está dedicado ao legado do maestro da Bauhaus nascido na Áustria que viveu em Colorado durante 28 anos. O núcleo desta coleção e arquivo proveio do legado do artista, e académicos de todo mundo visitam a coleção. Embora as obras de arte de Bayer são parte da coleção de Arte Moderna e Contemporânea do DAM, as obras que não estão à vista do público estão disponíveis para estudo académico com cita prévia. O arquivo de materiais não artísticos se transferiu à Biblioteca Pública de Denver em setembro de 2018.
Em 2001, a coleção de Arte Americana Ocidental incrementou-se ainda mais com a doação de mais de 700 objetos de arte da família Bill e Dorothy Harmsen; este foi o impulso para estabelecer o instituto de arte ocidental americano no DAM. O instituto recebeu seu novo título, o Instituto Petrie de Arte Americana Ocidental, em 2007, depois de um presente da família Thomas A. Petrie para dotar parcialmente ao departamento. Em 2013, o museu recebeu uma doação de arte estadunidense de Henry Roath que duplicou a importância de sua coleção ocidental existente. A Coleção Roath compreende mais de 50 obras, que vão desde 1877 até 1972, de artistas como Albert Bierstadt, Thomas Moram, Frederic Remington e Ernest L. Blumenschein.